# Valle Nevado

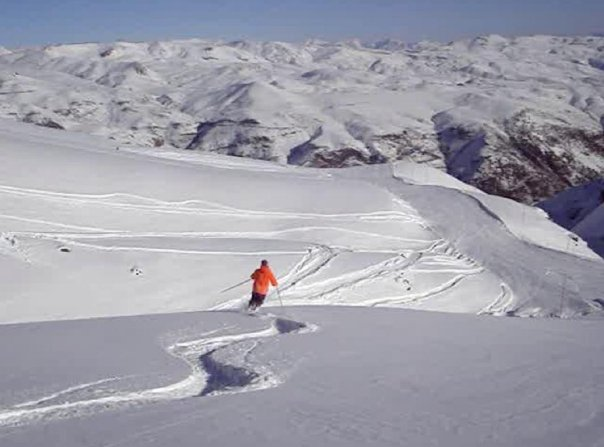
Valle Nevado

Valle Nevado és una estació d'esquí situada a Farellones 46 kilòmetres a l'orient de Santiago, la capital de Xile.
És un dels més recents centres d'esquí a Xile. Va ser creat el 1988 per empresaris francesos, seguint els patrons dels ressorts hivernals dels Alps, a les faldes del Turó El Plom, a la serralada andina propera a Santiago.
Aquest centre d'esquí compta amb una de les àrees esquiables més grans d'Amèrica del Sud i és considerat un dels més moderns del continent. En els darrers anys, s'han ampliat les pistes i s'han creat un snow park i un halfpipe per a la pràctica d'esquí acrobàtic, esquí d'estil lliure, salt en esquí i surf de neu. Des de l'any 2003, Valle Nevado és seu d'unes de les dates de la Copa Mundial de surf de neu. També es pot practicar heliesquí.